# La vedova scaltra
La vedova scaltra è una commedia teatrale in tre atti di Carlo Goldoni, scritta e rappresentata nel 1748.

## Trama
Rosaura Lombardi, una giovane e ricca vedova veneziana che vorrebbe risposarsi, ha quattro pretendenti di quattro diverse nazionalità: Milord Runebif (inglese), Monsieur Le Bleau (francese), Don Alvaro di Castiglia (spagnolo), e il Conte di Bosco Nero (italiano). Ciascuno dei quattro le fa una corte assidua. L'inglese le fa avere come regalo un diamante, il francese un ritratto, lo spagnolo l'albero genealogico della sua famiglia, mentre l'italiano le invia una lettera d'amore con accenni di gelosia. Per far recapitare i loro messaggi o regali, i pretendenti si servono dei rispettivi servitori oppure di Arlecchino. Rosaura è indecisa: trova l'inglese generoso, il francese galante, lo spagnolo rispettabile, l'italiano appassionato. Decide pertanto di mettere alla prova i loro sentimenti presentandosi a ciascuno di loro mascherata nelle vesti di una connazionale attraente e disposta all'avventura amorosa. L'unico dei quattro che le risulterà fedele sarà il conte italiano, e pertanto il matrimonio avverrà con quest'ultimo. La commedia si conclude con Runebif e Le Bleau che si congratulano col Conte, mentre Don Alvaro se ne va indispettito.

## Storia
La vedova scaltra ha un certo valore storico in quanto rappresenta il punto di passaggio tra la commedia dell'arte, basata sull'improvvisazione, e la commedia di carattere. È la terza commedia di carattere, dopo La donna di garbo del 1743, e L'uomo prudente di poco successivo, ed è la commedia con la quale si affermò la riforma del teatro goldoniano. Al suo apparire diede origine a violente polemiche: l'abate Chiari ne scrisse una parodia (La scuola delle vedove), alla quale Goldoni risponderà con un altro scritto, accendendo la diatriba con il rivale al punto che se ne interessarono anche i potenti di Venezia, e fu nuovamente istituita la censura teatrale.  Dirà Goldoni nel "L'autore a chi legge" (che funge da introduzione all'edizione Paperini, seconda edizione delle opere goldoniane, curata dall'autore in maniera molto attenta):
(Carlo Goldoni, La vedova scaltra, "L'autore a chi legge")
Dei temi vicini alla commedia dell'arte ripete alcuni spunti tematici, come quello di Arlecchino servitore di due padroni il quale, nel suo ruolo di ambasciatore e postino, fa confusione sia tra i signori che deve servire, sia tra i destinatari dei vari messaggi che è incaricato di trasmettere.
D'altro canto, la Vedova scaltra introduce anche innovazioni anticipando il tema della donna fiera e corteggiata da molti uomini che farà da base alla celeberrima Locandiera. In entrambe le commedie la protagonista è l'unico pilota del proprio destino, manipola abilmente le carte in gioco e alla fine sceglie da sola il suo futuro sposo.  Inoltre Rosaura, come Mirandolina, opera e decide non tanto lasciandosi guidare dai sentimenti, quanto piuttosto seguendo criteri razionali.

## Opera
La vedova scaltra è stata messa in musica da:
- Niccolò Piccinni: Le quattro nazioni, o La vedova scaltra, opera buffa, su libretto di Carlo Goldoni, Roma, 1773
- Ermanno Wolf-Ferrari: La vedova scaltra, su libretto di Mario Ghisalberti, prima esecuzione: Teatro dell'Opera di Roma,  5 marzo 1931, regia di Marcello Govoni.